# María Carmen Barea
María Carmen Barea, född den 5 oktober 1966 i Málaga, Spanien, är en spansk landhockeyspelare.
Hon tog OS-guld i damernas landhockeyturnering i samband med de olympiska landhockeytävlingarna 1992 i Barcelona.